# Cola pierlotii
Cola pierlotii är en malvaväxtart som beskrevs av Germain. Cola pierlotii ingår i släktet Cola och familjen malvaväxter. Inga underarter finns listade i Catalogue of Life.